# Nádegas
As nádegas, também conhecidas como nalgas e quadril, são as duas partes carnudas e globulares que formam a parte posterior e superior da coxa. Cada uma das partes é chamada nádega ou nalga.

## Etimologia
"Nádega" e "nalga" vêm do latim vulgar natica, derivado de nates, "nádegas". "Quadril" vem de "da cadeira (osso)", através de "cadeiril" e "cadril". "Assento" vem de "assentar". "Traseiro" e "traseira" vêm de "trás". "Bozó" é derivado de línguas africanas. "Bunda" vem do quimbundo mbunda (tendo como derivação "bumbum"). "Holofote" vem do grego holóphotos, "totalmente iluminado". "Padaria" vem de "pada" (pão pequeno) + "aria" (sufixo nominal). "Popa" vem do latim puppa. "Popô" e "popança" vêm de "popa". "Rabo" vem do latim rapu, "nabo". "Rabiosque", "rabioste", "rabiote", "rabisteco" e "rabisteal" vêm de "rabo".

## Funções

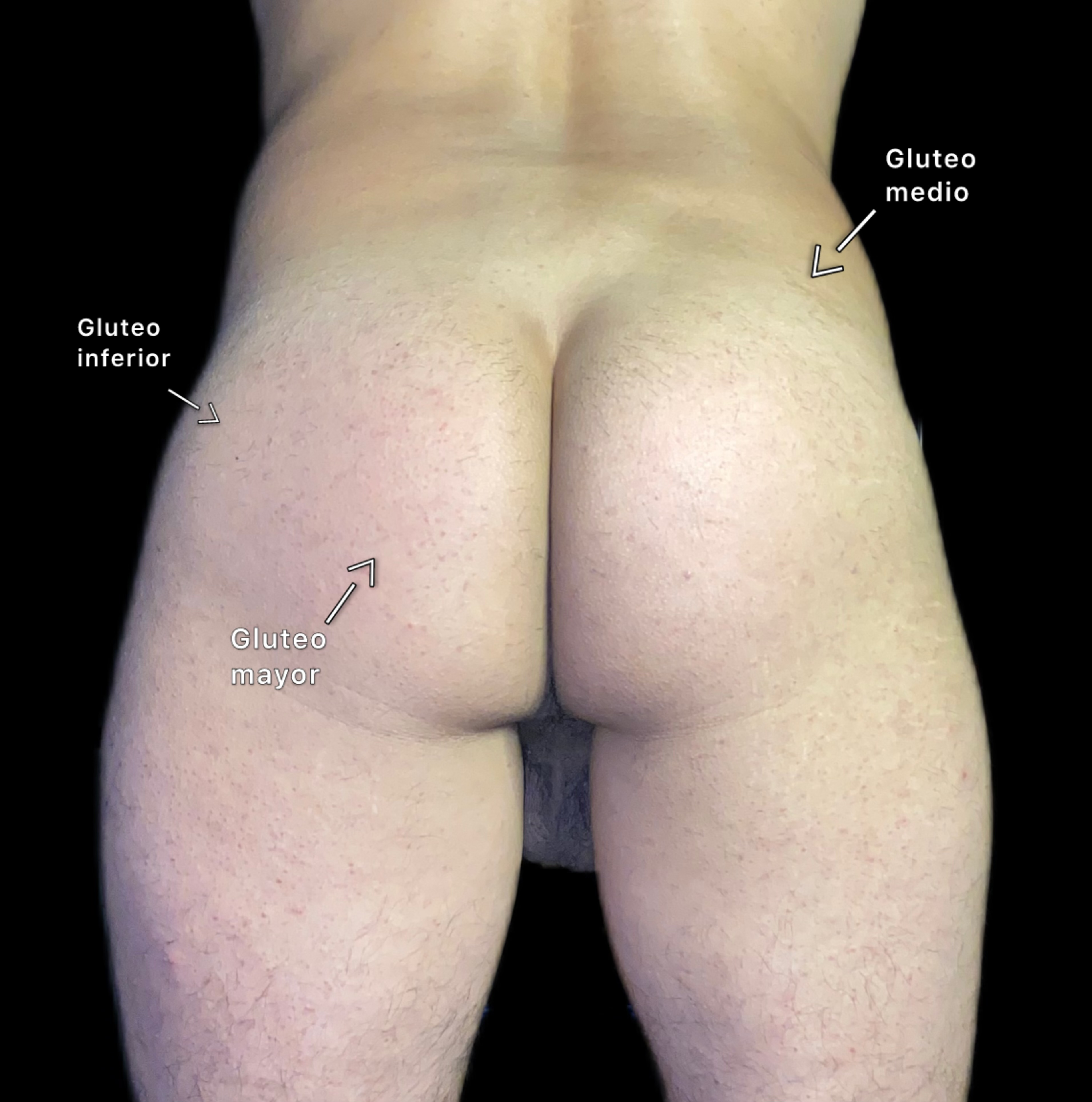
Divisão posterior das nádegas

As nádegas são constituídas por músculos responsáveis por movimentos das pernas, notadamente pelo movimento circular do fêmur.
Além da função biológica, esta parte do corpo assume uma função secundária, de cunho sexual, como zona erógena, cujo poder de atração, especialmente pelo sexo feminino, é evidente nas mais antigas esculturas feitas por humanos na pré-história, onde nádegas e seios são exageradamente ressaltados. Posteriormente, essa característica passou a ser usada em ídolos religiosos, representando fertilidade. Na atualidade, observa-se a atração das pessoas de maneira geral pelas nádegas de indivíduos de sexo oposto. O poder de atração nas nádegas de mulheres, por exemplo, é um forte apelo usado na publicidade de certos artigos de consumo predominantemente masculino, como cervejas, automóveis e alguns tipos de revistas (não necessariamente de conteúdo sexual).
Sua função sexual levou as nádegas a assumirem uma função terciária, de caráter social. Na maioria das sociedades humanas atuais, independente de sua indumentária típica (que pode mesmo chegar à nudez total), as nádegas são encaradas como áreas "tabu" do corpo humano, onde o toque só é permitido em casos de extrema intimidade. Em certas sociedades, no entanto, um tapa nas nádegas pode ser interpretado como um cumprimento ou um gesto de incentivo entre membros de um grupo social fechado, especialmente entre homens. Em muitos lugares, é considerada uma ofensa grave a exibição deliberada das nádegas nuas.